# Arnold (cráter)

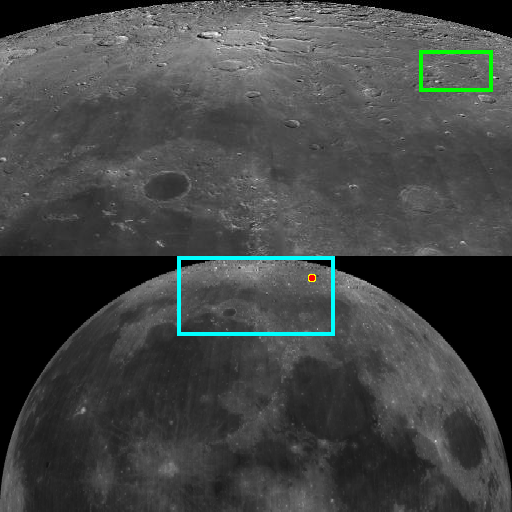
Posición sobre el globo lunar

Arnold es un cráter lunar que se encuentra en la parte norte-noreste de la Luna, visible cerca del limbo lunar. Esta ubicación le da al cráter un aspecto particularmente ovalado debido a la perspectiva, aunque la formación es en realidad bastante circular. Se encuentra al noreste del Mare Frigoris, al norte del cráter Democritus. Al oeste de Arnold está el más pequeño cráter Moigno.
|  |  |

El antiguo borde de Arnold se ha desgastado y redondeado por el bombardeo de edades posteriores. Existe una brecha en la pared hacia el suroeste, marcada por el pequeño cráter Arnold J; la pared es relativamente baja a lo largo del borde oriental. La mitad norte del borde es la más intacta, sobre todo hacia el noreste, donde se une el cráter satélite Arnold A.
El suelo interior de Arnold ha resurgido por flujos de lava, y es relativamente plano a excepción de un número de pequeños cráteres. El cráter más notable en el interior es Arnold F, en la sección noroeste. Si el cráter alguna vez ha poseído un pico central, ninguna señal de este posible elemento sigue siendo visible.

## Cráteres satélite
Por convención estos elementos son identificados en los mapas lunares poniendo la letra en el lado del punto medio del cráter que está más cerca de Arnold.
|        | \| Arnold \| Coordenadas \| Diámetro \| \| ------ \| ---------------------------- \| -------- \| \| A \| 68°48′N 39°48′E / 68.8, 39.8 \| 57 km \| \| E \| 71°36′N 38°18′E / 71.6, 38.3 \| 32 km \| \| F \| 67°30′N 35°12′E / 67.5, 35.2 \| 10 km \| \| G \| 67°18′N 31°24′E / 67.3, 31.4 \| 11 km \| \| H \| 72°36′N 45°18′E / 72.6, 45.3 \| 13 km \| \| J \| 65°54′N 33°42′E / 65.9, 33.7 \| 6 km \| \| K \| 70°48′N 42°48′E / 70.8, 42.8 \| 29 km \| \| L \| 70°12′N 36°06′E / 70.2, 36.1 \| 33 km \| \| M \| 68°18′N 43°36′E / 68.3, 43.6 \| 7 km \| \| N \| 70°12′N 41°54′E / 70.2, 41.9 \| 18 km \| |          |
| Arnold | Coordenadas | Diámetro |
| A      | 68°48′N 39°48′E / 68.8, 39.8 | 57 km    |
| E      | 71°36′N 38°18′E / 71.6, 38.3 | 32 km    |
| F      | 67°30′N 35°12′E / 67.5, 35.2 | 10 km    |
| G      | 67°18′N 31°24′E / 67.3, 31.4 | 11 km    |
| H      | 72°36′N 45°18′E / 72.6, 45.3 | 13 km    |
| J      | 65°54′N 33°42′E / 65.9, 33.7 | 6 km     |
| K      | 70°48′N 42°48′E / 70.8, 42.8 | 29 km    |
| L      | 70°12′N 36°06′E / 70.2, 36.1 | 33 km    |
| M      | 68°18′N 43°36′E / 68.3, 43.6 | 7 km     |
| N      | 70°12′N 41°54′E / 70.2, 41.9 | 18 km    |